# Arthur De Greef

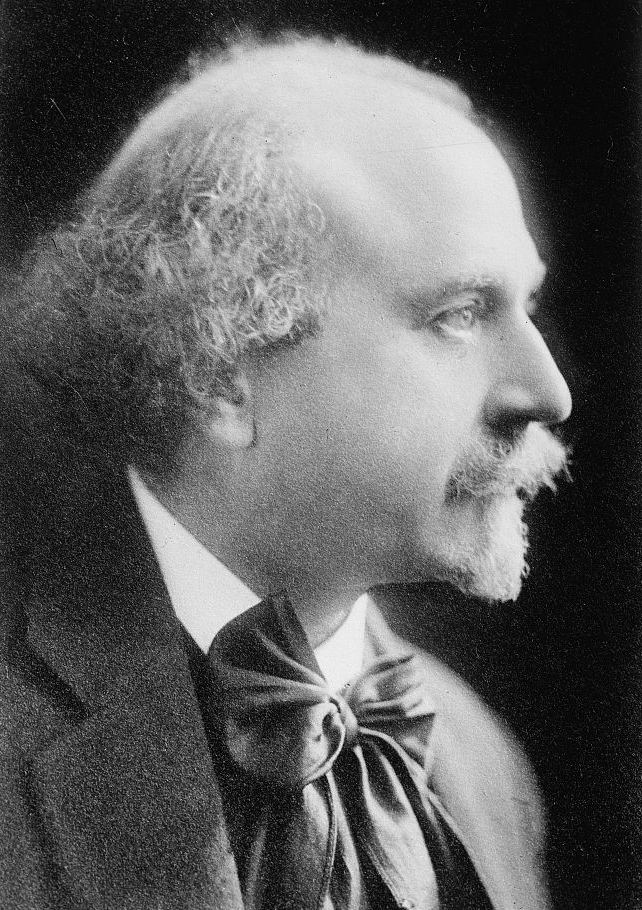
Arthur De Greef.

Arthur De Greef, född 10 oktober 1862, död 29 augusti 1940, var en belgisk pianist och tonsättare. Han var bror till Guillaume De Greef.
Greef var elev vid konservatoriet i Bryssel och till Franz Liszt. Han var senare pianolärare vid konservatoriet i Bryssel och ledare för mästarklassen där. Greef har skrivit en pianokonsert, en sonat för två pianon, konsertetyder, en fantasi för piano och orkester, en orkestersvit, Chansons flamandes för orkester med mera.